# Валери Венков
Валери Венков, роден на 27 юни 1969, е бивш помощник-треньор на футболен клуб „Шумен“. Възпитаник на детско-юношеската школа на клуба, участник в отборите от всички възрастови групи. При мъжете има 11 сезона с 204 мача (19 в ранглистата за всички времена) и 30 гола. През този период има две прекъсвания, по време на които е играл в „Ботев“ (Нови Пазар), „Хан Аспарух“ (Исперих) и Локомотив (Русе). Половин сезон е в македонския първодивизионен отбор „Саса“ от град Каменица (Македонска Каменица), а два сезона играе във ФК „Преслав“, който е участник в областната група. Започва като нападател, за да се преквалифицира по-късно като стопер и централен защитник. От лятото на 2009 г. е треньор на ФК Рапид (Дивдядово). След което отново се връща на работа във „Волов“ (Шумен).